# Limenitis naryce
Limenitis naryce är en fjärilsart som beskrevs av Hans Fruhstorfer 1915. Limenitis naryce ingår i släktet Limenitis och familjen praktfjärilar. Inga underarter finns listade i Catalogue of Life.